# Astracantha basianica
Astracantha basianica är en ärtväxtart som först beskrevs av Pierre Edmond Boissier och Heinrich Carl Haussknecht, och fick sitt nu gällande namn av Dieter Podlech. Astracantha basianica ingår i släktet Astracantha och familjen ärtväxter. Inga underarter finns listade i Catalogue of Life.